# Jarząbczak
Jarząbczak – porośnięta lasem dolina na północnych obrzeżach Tatr Wysokich, pomiędzy Brzezinami a Zazadnią. Dolina w obrębie Tatr ma długość 0,8 km i spadek 28,7%. Opada łukowato w kierunku północno-wschodnim, przecinając Drogę Oswalda Balzera w odległości około 800 m na zachód od Zazadniej. Na północ od Drogi Oswalda Balzera, uważanej za granicę Tatr, dolina opada do Rowu Podtatrzańskiego jako jedna z odnóg doliny Filipczańskiego Potoku. W górnej części dolina wyżłobiona jest w łupkach i liasowych wapieniach i ma postać wąwozu o skalistym dnie i stromych stokach. Nachylenie jej zboczy wynosi 9-20°. Dnem doliny spływa potok Przyporniak.